# Nasseböhla
Nasseböhla ist ein Ortsteil der sächsischen Stadt Großenhain und liegt an der Nordgrenze des Landkreises Meißen.

## Geografie und Verkehrsanbindung
Nasseböhla liegt nördlich der Kernstadt Großenhain. Östlich verläuft die B 101 und südlich die B 98. Nördlich fließt der Elligastbach. Das 283 ha große Naturschutzgebiet Röderauwald Zabeltitz, das zum Naturraum Großenhainer Pflege gehört (siehe Liste der Naturschutzgebiete in Sachsen, NSG Nr. D 103), erstreckt sich nordwestlich entlang der Großen Röder. Eine Buslinie schließt Nasseböhla über Großenhain und Zabeltitz an das Eisenbahnnetz an.
Direkte Nachbarorte Nasseböhlas sind Zabeltitz, Stroga, Großenhain und Walda.

## Geschichte
Am 1. März 1994 erfolgte der Zusammenschluss der bis dahin selbständigen Gemeinden Nasseböhla (mit Stroga), Görzig, Skäßchen (mit Krauschütz, Skaup und Uebigau), Strauch und Zabeltitz-Treugeböhla zur neuen Gemeinde Zabeltitz. Als solche existierte sie bis zum 31. Dezember 2009. In einem Bürgerentscheid am 7. Juni 2009 entschieden sich 81,22 Prozent der Wähler für eine Eingemeindung nach Großenhain. Diese wurde zum 1. Januar 2010 vollzogen.